# Saison 2014-2015 de l'Associação Académica de Coimbra
Maillots
Dernière mise à jour : 2 juillet 2015.
Chronologie
Saison précédente Saison suivante
La saison 2014-2015 de l’Associação Académica de Coimbra est la soixante-deuxième saison de la Briosa dans le championnat du Portugal de première division.
José Simões est réélut à la présidence le 31 mai, pour une période de trois ans.
À la suite du départ de Sérgio Conceição vers le SC Braga, c'est le portugais Paulo Sérgio qui prend en main la destiné des joueurs de Coimbra. Mais après 21 journées il n'a toujours pas gagné un match à domicile, il présente donc sa démission, qui est accepté par la direction. Il est remplacé par l'entraineur de l'équipe B, José Viterbo. Après une belle série de  matchs sans défaites le maintien n'est pourtant pas acquis. Il faut attendre l'antépénultième journée pour atteindre cet objectif.

## Avant-saison

### Tableau des transferts 2014/2015
Avec pas moins de la moitié de l'effectif à renouveler, le nouvel entraîneur de l'Académica, Paulo Sérgio, à fort à faire pour constituer un nouveau groupe. Il perd d'excellents joueur, tel que le gardien, Ricardo, sacré meilleur gardien de la saison passée par le journal « A Bola », qui est parti pour le FC Porto. Mais il doit aussi combiner avec les départs des deux défenseurs incontestables que sont, le brésilien Djavan, partit au Benfica Lisbonne et du défenseur central Rafik Halliche, qui a réalisé une excellente coupe du monde 2014, avec la sélection algérienne, dont il en a été le capitaine. Mais le milieu de terrain n'est pas en reste et voit le départ des deux brésiliens, Makelele et Cleyton.
| Mercato d’été        |                                  |                            |         |                          |                                         |
| Nom                  | Nationalité                      | Transfert                  | Montant | Provenance/Destination   | Division                                |
| Arrivées             |                                  |                            |         |                          |                                         |
| Hugo Seco            | Portugal                         | Transfert                  | Inconnu | Benfica e Castelo Branco | Campeonato Nacional Seniores            |
| Paulo Sérgio         | Portugal                         | Transfert                  | Libre   | APOEL Nicosie            | Marfin Laiki League                     |
| Richard Ofori        | Ghana                            | Retour prêt                | -       | SC Beira-Mar             | Segunda Liga                            |
| Issouf               | Côte d'Ivoire                    | Retour prêt                | -       | Naval 1º de Maio         | Campeonato Nacional Seniores            |
| Jimmy                | Cap-Vert                         | Retour prêt                | -       | União da Madeira         | Segunda Liga                            |
| Aderlan              | Brésil                           | Prêté (2 ans)              | -       | Corinthians Alagoano     | Campeonato Alagoano                     |
| Ricardo Nascimento   | Brésil                           | Transfert                  | Inconnu | Moreirense FC            | Segunda Liga                            |
| Lucas Mineiro        | Brésil                           | Transfert                  | Libre   | EC Vitória               | Brasileirão                             |
| Cristiano            | Portugal                         | Prêt (1 an)                | -       | SC Braga                 | Primeira Liga                           |
| Christopher Oualembo | République démocratique du Congo | Transfert                  | Libre   | Lechia Gdańsk            | T-Mobile Ekstraklasa                    |
| Pedro Nuno           | Portugal                         | 1er contrat pro.           | Libre   | Académica Coimbra U19    | Juniores A 1ª Divisão                   |
| Rui Pedro            | Portugal                         | Transfert                  | Libre   | CFR Cluj                 | Liga I Gamebookers.com                  |
| Lee                  | Brésil                           | Transfert                  | Libre   | Atlético Mineiro         | Brasileirão                             |
| Iago                 | Brésil                           | Transfert                  | -       | CSE                      | Campeonato Alagoano                     |
| Nwankwo Obiora       | Nigeria                          | Transfert                  | Libre   | Córdoba CF               | Liga Adelante                           |
| Carlos Olascuaga     | Pérou                            | Transfert                  | Inconnu | Universitario            | Torneo Descentralizado                  |
| Elton Monteiro       | Portugal Cap-Vert                | Transfert                  | Inconnu | Club Bruges KV           | Jupiler Pro League                      |
| Schumacher           | Brésil                           | Transfert                  | Libre   | Ferroviária Futebol      | Série C                                 |
| Lino                 | Brésil                           | Transfert                  | Inconnu | PAOK Salonique           | Superleague Elláda                      |
| Edgar Salli          | Cameroun                         | Prêté (1 an)               | -       | AS Monaco                | Ligue 1                                 |
| Départs              |                                  |                            |         |                          |                                         |
| Sergio Conceição     | Portugal                         | Transfert                  | Libre   | SC Braga                 | Primeira Liga                           |
| Ricardo              | Portugal                         | Transfert                  | Libre   | FC Porto                 | Primeira Liga                           |
| Salvador Agra        | Portugal                         | Retour prêt                | -       | SC Braga                 | Primeira Liga                           |
| Manoel               | Brésil                           | Retour prêt                | -       | Grêmio Anápolis          | Campeonato Goiano                       |
| Djavan               | Brésil                           | Transfert                  | Libre   | SL Benfica               | Primeira Liga                           |
| Paulo Grilo          | Portugal                         | Transfert                  | Libre   | FC Penafiel              | Primeira Liga                           |
| Carlos Saleiro       | Portugal                         | Transfert                  | Inconnu | Oriental                 | Segunda Liga                            |
| Marcelo Goiano       | Brésil                           | Retour prêt puis transfert | -       | SC Braga                 | Primeira Liga                           |
| Diogo Valente        | Portugal                         | Retour prêt puis prêt      | -       | Gil Vicente FC           | Primeira Liga                           |
| Makelele             | Brésil                           | Transfert                  | Libre   | Koweït SC                | Kuwaiti Premier League                  |
| Rafik Halliche       | Algérie                          | Transfert                  | Libre   | Qatar SC                 | Qatar Stars League                      |
| Miguel Rodrigues     | Portugal                         | 1er contrat pro.           | -       | GD Sourense              | Campeonato Nacional Seniores            |
| Derick               | Brésil                           | Transfert                  | Libre   | GD Sourense              | Campeonato Nacional Seniores            |
| Dany                 | Portugal Suisse                  | Transfert                  | Libre   | Académica-SF             | DH AF Coimbra                           |
| João Brito           | Portugal                         | Transfert                  | Libre   | Académica-SF             | DH AF Coimbra                           |
| Romuald Peiser       | France                           | Transfert                  | Libre   | Fury d'Ottawa            | NASL                                    |
| João Dias            | Portugal                         | Transfert                  | Libre   | Boavista FC              | Primeira Liga                           |
| Cleyton              | Brésil                           | Retour prêt puis prêt      | -       | FK Tioumen               | Первенство Футбольной Национальной Лиги |
| Elton Monteiro       | Portugal Cap-Vert                | Prêt                       | -       | SC Braga B               | Segunda Liga                            |
| Moussa Gueye         | Sénégal                          | Retour prêt                | -       | FC Metz                  | Ligue 1                                 |
| Sérgio Alves         | Portugal                         | Transfert                  | Libre   | Mortágua FC              | Campeonato Nacional Seniores            |
| Jorge Correia        | Portugal                         | 1er contrat pro.           | -       | FC Pampilhosa            | Campeonato Nacional Seniores            |
| Luís Serrão          | Portugal                         | Transfert                  | -       | FC Pampilhosa            | Campeonato Nacional Seniores            |
| Henrique Azevedo     | Portugal Suisse                  | Transfert                  | -       | FC Pampilhosa            | Campeonato Nacional Seniores            |
| Yekine Gomes         | Portugal                         | 1er contrat pro.           | -       | SC Pombal                | Campeonato Nacional Seniores            |
| Brites               | Portugal                         | 1er contrat pro.           | -       | SCU Torreense            | Campeonato Nacional Seniores            |
| Sérgio Alves         | Portugal                         | 1er contrat pro.           | -       | Mortágua FC              | Campeonato Nacional Seniores            |
| Diogo Luísa          | Portugal                         | Transfert                  | Libre   | Febres SC                | DH AF Coimbra                           |
| Kiko                 | Portugal                         | Transfert                  | Libre   | Académica-SF             | DH AF Coimbra                           |
| Carnoto              | Portugal                         | Transfert                  | Libre   | Oliveira do Bairro SC    | D1 AF Aveiro                            |
| Garrido              | Portugal                         | Transfert                  | Libre   | Oliveira do Bairro SC    | D1 AF Aveiro                            |
| Saltão               | Portugal                         | 1er contrat pro.           | -       | Oliveira do Bairro SC    | D1 AF Aveiro                            |
| Diogo Melo           | Portugal                         | 1er contrat pro.           | -       | FC Pampilhosa            | Campeonato Nacional Seniores            |
| John Ogu             | Nigeria                          | Transfert                  | -       | Hapoël Beer-Sheva        | Ligat Toto                              |
| Gastão Fernandes     | Portugal Mozambique              | 1er contrat pro            | -       | CDR Quarteirense         | Campeonato Nacional Seniores            |
| Issouf               | Côte d'Ivoire                    | Transfert                  | -       | Sertanense FC            | Campeonato Nacional Seniores            |

### Préparation d'avant-saison
Le premier test de pré saison, des estudantes, se dispute face au CD Feirense, la rencontre apporte à son entraineur quelques satisfactions (bien que l'effectif ne soit pas au complet), malgré le manque de réalisme au moment de la finalisation.  
Le technicien de la Briosa a présenté le onze de départ suivant : Cristiano, Oualembo, Anibal Capela, Ricardo Nascimento, Ofori, Jimmy Rui Pedro, Nuno Piloto, Magique, Marinho et Rafael Lopes.

### Mercato hivernal 2014/2015
| Mercato d’hiver   |                                         |                        |         |                        |                                |
| Nom               | Nationalité                             | Transfert              | Montant | Provenance/Destination | Division                       |
| Arrivées          |                                         |                        |         |                        |                                |
| Tripy Makonda     | France République démocratique du Congo | Transfert              | -       | Stade brestois 29      | Ligue 2                        |
| Hugo Ribeiro      | Portugal                                | Formé au club          | -       | Académica U19          | Championnat du Portugal U19    |
| M’Bala Nzola      | France Angola                           | Formé au club          | -       | Académica U19          | Championnat du Portugal U19    |
| Ricardo Esgaio    | Portugal                                | Prêt 6 mois            | -       | Sporting CP            | Primeira Liga                  |
| Salim Cissé       | Guinée                                  | Prêt 6 mois            | -       | Sporting CP B          | Segunda Liga                   |
| Départs           |                                         |                        |         |                        |                                |
| Michael Santos    | Brésil                                  | Transfert              | Libre   | Mortágua FC            | Campeonato Nacional Seniores   |
| Rubén Caamaño     | Espagne                                 | Transfert              | Libre   | SDC Órdenes            | Tercera División Grupo Gallego |
| Manoel            | Brésil                                  | Retour Prêt            | -       | Grêmio Anápolis        | Campeonato Goiano              |
| Gafur Gulberdiyev | Bahamas Turkménistan                    | Transfert              | Libre   | Mortágua FC            | Campeonato Nacional Seniores   |
| Lino              | Brésil                                  | Résiliation de contrat | -       | Londrina EC            | Campeonato Paranaense          |
| Schumacher        | Brésil                                  | Résiliation de contrat | -       | -                      | -                              |
| Rafael Grácio     | Portugal                                | Transfert              | Libre   | Naval                  | Campeonato Nacional Seniores   |
| Jimmy             | Cap-Vert                                | Prêt 6 mois            | -       | CD Santa Clara         | Segunda Liga                   |

## Compétitions

### Championnat (Liga NOS)

#### Journées 1 à 5
- Pour leur premier match de la saison, les joueurs de la Briosa reçoivent un des "trois grands", le Sporting CP. Les "Lions" ouvrent le score dès la quinzième minute : À la suite d'une transversale au millimètre de Jefferson, au second poteau. André Carrillo précède Richard Ofori et, de la tête, trompe le gardien des "étudiants". En seconde période, à la suite d'un second carton jaune de William Carvalho, les lisboètes se retrouvent à 10 et subissent le jeu "académiste". Sur attaque des joueurs de Coimbra  le brésilien Schumacher est isolé au sein de la défense "sportinguiste" il réussit néanmoins sa passe à Rafa qui du pied droit trompe Rui Patrício et ainsi égalise.
- La Briosa se déplacent ensuite sur l'Île de Madère pour affronter le CS Marítimo, qui la saison passée a terminé 6e, soit au porte des compétitions européennes. Après une première mi-temps terne, les locaux ouvrent le score à la 53e minute par Fransergio et aggravent dès la remise en jeux. La réaction de l'Académica ne se fait pas attendre, et Rui Pedro réduit l'écart à la 83e minute.
- L'Académica rencontre le Vitória Setúbal pour l'ouverture de la troisième journée  de la Primeira Liga. Les "étudiants" marquent dès la 7e minute par l'intermédiaire de Ricardo Nascimento, sur coup de pieds arrêté, mais les sadinos égalisent dix minutes plus tard par Frederico Venâncio. Le gardien allemand Lukas Raeder est la grande figure de la rencontre empêchant ainsi l'Académica de conquérir sa première victoire de la saison. Malgré une seconde période où seul les étudiants se montraient dangereux le score reste nul.
- Sure d'obtenir une première victoire l'Académica se déplace à Porto, sans crainte. Malheureusement un but contre son camp de Richard Ofori fait que les "étudiants" subissent leur seconde défaite de la saison. Après une première mi-temps terne mais néanmoins dominée par la Briosa. Dans la seconde moitié, la Briosa tente le tout pour le tout afin d'obtenir au moins un but égaliseur, mais en vain.
- Lors de la cinquième journée l'Académica continue de ne pas aller au-delà de la division des points à domicile, lescanarios opposant un jeu plus satisfaisant et plus volontariste. Avec le Gil Vicente Futebol Clube, les "étudiants" continuent à être la seule équipe a ne pas avoir remporté une rencontre. Un seul point positif est à ressortir de ce match, la Briosa a marqué deux buts dans un match pour la première fois cette saison, grâce à Schumacher et Márinho. L'Académica s'achemine vers la mi-temps avec deux buts d'avance. Malheureusement pour les joueurs de Paulo Sergio, les visiteurs réduisent l'écart à la 44e puis égalisent, à la suite de l'expulsion de Iago. Le gardien de Coimbra, s'illustre et sauve son équipe de la défaite.

#### Journées 6 à 10
- L’Académica obtient sa première victoire de la saison à Arouca, en ce dimanche de Feira das Colheitas, les hommes de Pedro Emanuel cherchent un troisième triomphe consécutif. La Briosa ne peut pas débuter de la meilleure manière. Après seulement huit minutes de jeu, une passe en profondeur de Ricardo Nascimento, Rui Pedro bénéficie de l'hésitation de Bruno Amaro, et pique le ballon au-dessus du gardien Mauro Goicoechea. Le FC Arouca, tarde à réagir, mais le fait de belle manière, le gariden des "étudiants", Cristiano doit s'envoler et détourner un ballon de Pintassilgo. Le jeu s'équilibre et chacun tente à tour de rôle, pour les uns d'égaliser pour les autres d'aggraver le score. Au retour des vestiaires, Paulo Sergio parie sur la sécurité et la fiabilité défensive de Fernando Alexandre. Mais l' Academica, qui jusqu'à présent, s'est distingué au long de ses matchs, par sa qualité de possession de balle, cette fois prend une posture de transitions. L'attaque des conimbricenses finit par abdiqué et se cantonne en défense afin de préserver le précieux avantage. Le FC Arouca, en dépit de l'énorme volume de jeu, ne revient pas au score et finit par s'incliner à domicile.
- Pour cette rencontre à domicile Paulo Sergio surprend dans le onze de départ des "étudiants", en effet on pouvait supposer qu'il garderai l'équipe qui a remporté la dernière rencontre. Mais il en décide autrement avec le retour de Iago, suspendu lors du dernier match. Retire Nuno Piloto, l'un des meilleurs dans l'entre-jeu, afin d'offrir plus de temps de jeu à Fernando Alexandre. Et enfin en attaque il fait débuter le jeune Camerounais Edgar Salli en lieu et place de l'ivoirien Magique. Les visiteurs entrent dans le jeu sous forme féline. Rapide sur la balle, il ne leur manque que la qualité de finition. Tandis que l' Académica retrouve ses vieux travers. Peu efficace dans la zone centrale, où Nwankwo Obiora et Fernando Alexandre perdent systématiquement leurs duels. De retour des vestiaires, Moreirense maintient la pression dominant l'entre jeu au contraire de la Briosa qui "balancent" de longs ballons vers l'avant. Cette stratégie est au bord de porter ses fruits lorsque Rui Pedro est au bord d'ouvrir le score après superbe mouvement d'Edgar Salli mais le portier adverse, Marafona, est encore une fois, très décisif. Finalement les deux équipes se quittent sur un score nul et vierge. Pour son premier match, Edgar Salli, en prêt de l'AS Monaco, a démontré d'excellentes qualités, à la fois de meneur de jeu mais aussi d'attaquant.
- Nouvelle défaite pour les hommes de Paulo Sergio, concédé sur l'Ile de Madère, face au Clube Desportivo Nacional. Pourtant le début de la rencontre sourit à la Negra qui dès la 3e minute bénéficie d'un penalty, à la suite d'une faute sur Aderlan. Mais Ricardo Nascimento ne profite pas de cette occasion en tirant largement au-dessus des cages adverses. Puis c'est au tour d'Ivanildo de tirer juste au-dessus de la barre transversale. Mais la meilleure occasion pour les "étudiants", est à l'actif du brésilien, Lino, qui sur un coup franc direct met en valeur les reflexes du jeune gardien du Nacional, Rui Silva. La première mi-temps est totalement à l'actif de la Briosa. La deuxième mi-temps voie une équipe locale totalement transfigurée qui en deux minutes se créé deux grandes opportunités d'ouvrir le score. Tout d'abord grâce à un tir de Marco Matias qui passe très près du poteau, puis sur un tir de Zainadine Junior défendu par Lino, sur la ligne. Plus combatif et déterminé les locaux finissent par ouvrir le score par l'intermédiaire de Marco Matias. Le résultat reste ainsi jusqu'au terme de la rencontre, malgré plusieurs tentatives de l' Académica de revenir au score.
- L' Académica, reçoit le SC Braga, l'entraîneur "Académiste" effectue quelques changements à son onze de départ habituel, avec un trio de milieu de terrain formé par Nwankwo Obiora, Nuno Piloto, et Marcos Paulo, qui devient vite maître du jeu. La Briosa réussi à créer bon nombre d'occasions sans pour autant concrétiser. À la mi-temps, le résultat reste nul et vierge, ne reflétant pas la suprématie des joueurs de Coimbra. Mais à la 60e minute les minhotos ouvrent le score, par l'intermédiaire d'Éder. Néanmoins l' Académica n'abandonne pas, et à la 73e, Aderlan qui d'une frappe de l'extérieur de la surface trompe le gardien de Braga. À la fin de la rencontre, les joueurs de Paulo Sergio, ratent deux excellentes occasions, par le biais de Rui Pedro.
- Avec un début de match équilibré, face au Rio Ave FC, l' Académica fait bonne figure, mais à la 36e minute, l'egyptien, Hassan ouvre le score et l'accroit 4 minutes plus tard. La mi-temps voit donc les locaux mener 2 buts à 0. Au retour des vestiaires Paulo Sergio, fait entrer le brésilien Lino, ce qui permet de rééquilibrer la rencontre, mais à nouveau les locaux, sur une contre-attaque, aggrave le score par Ukra à la 65e. Le coup de sifflet final confirme le triomphe des locaux.

#### Journées 11 à 15
- La dernière défaite du SL Benfica, face à La Briosa date de 1973, ses derniers ne font pas mentir les statistiques et reprennent ainsi la première place après leur victoire à Coimbra. Après leur élimination dans les compétitions européennes Jorge Jesus et ses joueurs devaient reprendre confiance. Après seulement huit minutes de jeu les rouges de Lisbonne ouvrent le score part l'intermédiaire de Nicolás Gaitán. Ils aggravent le score peu de temps avant la mi-temps, par Luisão, qui se dirige seul vers le but vide de l' Académica. La deuxième partie du match voit la gestion du résultat par les hommes de Jesus. Il est à noter le saccage des tribunes, dans le secteur occupé par les supporters de Benfica, qui a conduit à l'intervention de la police et a l'interruption du jeu pendant environ cinq minutes.
- Le coach des Académistes, effectue quelques changements dans le onze de départ avec l'arrivée de Richard Ofori qui occupe le côté gauche de la défense tandis qu'Edgar Salli et Magique reviennent devant afin de dynamiser l'attaque de la Negra. Cependant, l'efficacité n'en est pas améliorée. La victoire du FC Porto à Coimbra s'avère pleinement mérité face à une Briosa qui joue sans âme.
- Le début du match est équilibré, mais peu à peu la Briosa démontre ses qualités techniques est pose son empreinte sur la rencontre, nombreuses actions n'ayant malheureusement pas trouvées le fond des filets "Gilistes". Les buts de cette rencontre sont marqués en seconde période. Tout d'abord c'est Ivanildo qui sert sur un plateau Edgar Salli, qui but sur le gardien adverse, qui dévie le ballon qui est à nouveau reprit par un joueur de l' 'Académica, Rafael Lopes, qui ouvre le score. Une nouvelle fois les "étudiants" semblent de se satisfaire de cette petite victoire, mais comme à leur habitude, Paulinho égalise pour Gil Vicente, à la minute 76. Dans un dernier sursaut les joueurs du président Simoes, tente de l'emporter, Fernando Alexandre voit son tir repoussé sur la ligne de but par un défenseur gilista. Un nouveau nul pour la Briosa.
- Concernant la rencontre à Barcelos, Paulo Sérgio change Nwankwo Obiora par Marcos Paulo, ce qui permet à la Briosa d'imposer son jeu, faisant circuler le ballon et se créant quelques belles occasions face au but adverse. Néanmoins la rencontre s'équilibre et Penafiel marque dès la rentrée des vestiaires, contre le cours du jeu. Les "étudiants", sans jamais baisser les bras égalisent par l'intermédiaire d'Ivanildo.
- un score nul et vierge est le résultat opposant Os Belenenses et l' Académica. Cette dernière se créée les meilleures opportunités pour un jeu qui laisse beaucoup à désirer, et qui laisse à nu les faiblesses des deux équipes.

#### Journées 16 à 20
Statistiques actualisées au 14 mars 2015
Extrait à la mi saison du classement du Championnat du Portugal 2014-2015
| Rang | Équipe               | Pts | J  | G  | N  | P  | Bp | Bc | Diff |
| --- | -------------------- | --- | -- | -- | -- | -- | -- | -- | ---- |
| 1 | SL Benfica           | 46  | 17 | 15 | 1  | 1  | 41 | 7  | +34  |
| .. | ............         | ..  | .. | .. | .. | .. | .. | .. | 0    |
| 14 | FC Arouca            | 15  | 17 | 4  | 3  | 10 | 10 | 25 | -15  |
| 15 | Vitória Setúbal      | 14  | 17 | 4  | 2  | 11 | 11 | 30 | -19  |
| 16 | Académica de Coïmbra | 12  | 17 | 1  | 9  | 7  | 11 | 25 | -14  |
| 17 | FC Penafiel          | 11  | 17 | 3  | 2  | 12 | 13 | 35 | -22  |
| 18 | Gil Vicente FC       | 9   | 17 | 1  | 6  | 10 | 11 | 31 | -20  |
| - Qualifié pour la phase de groupes de la Ligue des champions de l'UEFA 2015-2016 - Relégués pour la saison 2015-2016 |                      |     |    |    |    |    |    |    |      |

#### Journées 21 à 25
- La Briosa réalise son 10e match nul à domicile face au FC Arouca qui compte pour la 23e journée de la Ligue NOS. José Viterbo est obligé de faire quelques changements dans le onze initial, comparé au match face au GD Estoril-Praia. Fernando Alexandre, étant blessé, c'est le jeune Nwankwo Obiora qui prend sa place. Les étudiants se créent les meilleures opportunités, et le capitaine Marinho, ouvre le score dès la 9e minute. Lors de la deuxième mi-temps c'est au tour du FC Arouca de prendre la rencontre à leur main; L'équipe de Pedro Emanuel est à la recherche de l'égalisation et l'obtient à la 69e minute, lorsque David Simão se charge avec succès de tirer une grande pénalité. Malgré l'expulsion de Miguel Oliveira, à la suite d'un second carton jaune et bien que les joueurs de José Viterbo aient tout donné le score reste à 1 but partout lors du coup de sifflet final.

#### Journées 31 à 34
Statistiques actualisées au 24 mai 2015
Extrait du classement final du Championnat du Portugal 2014-2015
| Rang | Équipe               | Pts | J  | G  | N  | P  | Bp | Bc | Diff |
| --- | -------------------- | --- | -- | -- | -- | -- | -- | -- | ---- |
| 1 | SL Benfica           | 85  | 34 | 27 | 4  | 3  | 86 | 16 | +70  |
| .. | ............         | ..  | .. | .. | .. | .. | .. | .. | 0    |
| 13 | Boavista FC          | 34  | 34 | 9  | 7  | 18 | 27 | 50 | -23  |
| 14 | Vitória Setúbal      | 29  | 34 | 7  | 8  | 19 | 24 | 56 | -32  |
| 15 | Académica de Coïmbra | 29  | 34 | 4  | 17 | 13 | 26 | 45 | -19  |
| 16 | FC Arouca            | 28  | 34 | 7  | 7  | 20 | 26 | 50 | -24  |
| 17 | Gil Vicente FC       | 23  | 34 | 4  | 11 | 19 | 25 | 60 | -35  |
| - Qualifié pour la phase de groupes de la Ligue des champions de l'UEFA 2015-2016 - Relégués pour la saison 2015-2016 |                      |     |    |    |    |    |    |    |      |

### Coupe de la Ligue
- Un but du défenseur central Vincent Sasso permet la première victoire de SC Braga en Coupe de la Ligue. Face à une Académica timide, qui joue à un rythme très lent. Les deux entraineurs ont radicalement changé leur onze de départ comparé à leur dernier match de championnat (1 seul joueur pour le SC Braga et 3 pour l' Académica). Ce qui explique le faible niveau de la rencontre, bien que les locaux aient la maîtrise du jeu il faut attendre le début de la deuxième période pour voir l'ouverture du score par le français Vincent Sasso, qui sur corner anticipe la sortie du gardien Cristiano. Avantage logique pour les Minhotos, qui profitent du peu d'occasions de la Negra, et se relancent ainsi en coupe de la Ligue.

- L' Académica, remporte son deuxième match de la saison (le dernier est daté du 28 septembre 2014), en battant le Rio Ave FC par 1 but à 0. La qualité de jeu est faible, et l'intérêt aussi, les deux équipes ne pouvant plus espérer être qualifiées pour la phase suivante. Le seul but du match, est obtenu par Magique, il marque son premier but de la saison, ce qui coïncide avec son anniversaire. Fábio Santos, le troisième gardien de l' Académica, fait ses débuts cette saison, et doit démontrer ses qualités dès le début de la seconde période. La domination est du côté de La Briosa, mais reste néanmoins minime, au vu des faibles occasions que se sont procurées les joueurs de Paulo Sergio, qui remporte sa première victoire à domicile en match officiel, depuis sa prise de fonction.

## Coefficient UEFA
| Rang 2015 | Rang 2014 | Évolution | Club                 | 2010-2011 | 2011-2012 | 2012-2013 | 2013-2014 | 2014-2015 | Coefficient |
| --------- | --------- | --------- | -------------------- | --------- | --------- | --------- | --------- | --------- | ----------- |
| 1         | 1         | =         | Real Madrid          | 33,642    | 36,171    | 29,542    | 39,600    | 33,042    | 171,999     |
| 2         | 2         | =         | FC Barcelone         | 36,642    | 34,171    | 27,542    | 28,600    | 38,042    | 164,999     |
| 3         | 3         | =         | Bayern Munich        | 24,133    | 33,050    | 36,585    | 29,942    | 31,171    | 154,883     |
|           |           |           |                      |           |           |           |           |           |             |
| 116       | 110       | -6        | AJ Auxerre           | 8,150     | 2,100     | 2,350     | 1,700     | 2,183     | 16,483      |
| 117       | 114       | -3        | FC Slovan Liberec    | 0,700     | 1,050     | 3,200     | 9,600     | 1,775     | 16,325      |
| 118       | 117       | -1        | Académica de Coimbra | 3,760     | 2,366     | 6,350     | 1,983     | 1,816     | 16,276      |
| 119       | 122       | + 3       | Bursaspor            | 5,920     | 2,520     | 3,540     | 2,340     | 1,700     | 16,020      |
| 120       | 180       | +60       | KSC Lokeren          | 0,920     | 2,020     | 2,800     | 1,280     | 8,920     | 15,940      |

## Joueurs et encadrement technique

### Encadrement technique
L'équipe est entraînée dans un premier temps par Paulo Sérgio. Ce dernier est un entraîneur de 47 ans, il a été formé au SC Sanjoanense et commence sa carrière de joueur professionnel au CD Olivais e Moscavide. Il joue la suite de sa carrière dans de nombreux clubs portugais et français. Il n'a jamais été sélectionné en équipe nationale. Il commence sa carrière d'entraîneur en 2003 avec le Sporting Clube Olhanense, il est alors âgé de 35 ans et devient l'entraineur, de l'équipe pendant trois saisons. À l'époque le club joue en 2ª Divisão B. Pour sa première saison il fait monter le club en 2ª Divisão de Honra. En 2008 il rejoint le Futebol Clube Paços de Ferreira avec qui il fait ses débuts dans la Liga 1. Il conduit les Paçenses en la finale de la Coupe du Portugal, match perdu d'un but contre le FC Porto. Grâce à cette victoire les castores s'assurent une place pour les compétitions européennes. À la fin avril 2010, il signe un contrat de deux ans plus un en option, en remplacement de Carlos Carvalhal avec le Sporting Clube de Portugal. Mais le 26 février 2011, après une défaite à domicile 0-2 contre le SL Benfica, il laisse le poste d'entraîneur à José Couceiro. En août 2011 il arrive en Écosse, pour sa première aventure à l'étranger, chez les Hearts. Il remporte avec ses derniers le premier titre depuis 6 ans. Malgré la victoire en coupe il ne renouvelle pas son contrat. Après un passage de six mois au CFR Cluj, il signe un contrat d'un an avec les champions en titre chypriotes, l'APOEL Nicosie. Avec qui il remporte la super coupe chypriote face à l'Apollon Limassol. Le 4 octobre 2013, l'APOEL Nicosie se sépare de Paulo Sérgio. Le 31 mai 2014, il devient le nouvel entraîneur de l'Académica. Le 16 février 2015, sans avoir remporté un match à domicile il présente sa démission à la direction du club, qui l'accepte.

### Statistiques collectives
- Meilleur classement de la saison en Primeira Liga : 8e après la 1re journée de Liga NOS
- Moins bon classement de la saison en Primeira Liga : 17e après les 14e et 21e, journée de Liga NOS

| Compétition      | Débute      | Termine     | Matches joués | Gagnés | Nuls | Perdus | Buts pour | Buts contre | Différence |
| ---------------- | ----------- | ----------- | ------------- | ------ | ---- | ------ | --------- | ----------- | ---------- |
| Primeira Liga    | 1re journée | 34e journée | 34            | 4      | 17   | 13     | 26        | 45          | -18        |
| Taça de Portugal | 3e tour     | 3e tour     | 1             | 0      | 0    | 1      | 0         | 1           | -1         |
| Taça da Liga     | 3e tour     | 3e tour     | 4             | 2      | 0    | 2      | 5         | 6           | -1         |
| Total            | -           | -           | 39            | 6      | 17   | 16     | 31        | 52          | -21        |

#### Récapitulatif classement par journée
| Journée   | 01 | 02 | 03 | 04 | 05 | 06 | 07 | 08 | 09 | 10 | 11 | 12 | 13 | 14 | 15 | 16 | 17 | 18 | 19 | 20 | 21 | 22 | 23 | 24 | 25 | 26 | 27 | 28 | 29 | 30 | 31 | 32 | 33 | 34 |
| --------- | -- | -- | -- | -- | -- | -- | -- | -- | -- | -- | -- | -- | -- | -- | -- | -- | -- | -- | -- | -- | -- | -- | -- | -- | -- | -- | -- | -- | -- | -- | -- | -- | -- | -- |
| Terrain   | D  | E  | D  | E  | D  | E  | D  | E  | D  | E  | D  | D  | E  | D  | E  | D  | E  | E  | D  | E  | D  | E  | D  | E  | D  | E  | D  | E  | E  | D  | E  | D  | E  | D  |
| Résultats | N  | D  | N  | D  | N  | V  | N  | D  | N  | D  | D  | D  | N  | N  | N  | N  | D  | D  | N  | N  | N  | V  | N  | V  | V  | N  | N  | D  | D  | D  | N  | N  | D  | D  |
| Points    | 1  | 1  | 2  | 2  | 3  | 6  | 7  | 7  | 8  | 8  | 8  | 8  | 9  | 10 | 11 | 12 | 12 | 12 | 13 | 14 | 15 | 18 | 19 | 22 | 25 | 26 | 27 | 27 | 27 | 27 | 28 | 29 | 29 | 29 |
| Place     | 8  | 11 | 13 | 16 | 16 | 13 | 11 | 13 | 12 | 14 | 16 | 16 | 16 | 17 | 16 | 16 | 16 | 16 | 16 | 16 | 17 | 16 | 15 | 14 | 13 | 14 | 14 | 14 | 14 | 14 | 14 | 14 | 14 | 15 |

Source : Liste des rencontres

Terrain : D = Domicile ; E = Extérieur. Résultat: D = Défaite ; N = Nul ; V = Victoire.

### Statistiques individuelles
- Premier but de la saison : Rafael Lopes, 90e+1 minute, lors de la 1re journée de Liga NOS, face au Sporting CP le 16 août 2014
- Premier penalty : Schumacher, 31e minute, lors de la 5e journée de Liga NOS, face au GD Estoril-Praia le 22 septembre 2014
- Premier doublé : Rui Pedro,  lors de la 24e journée de Liga NOS, face au Moreirense FC le 8 mars 2015
- Premier triplé : -
- But le plus rapide d'une rencontre : Marinho, 6e minute, lors du 22e journée de Liga NOS, face au GD Estoril-Praia le 23 février 2015
- But le plus tardif d'une rencontre : Rui Pedro, 90e+5 minute, lors de la 1re journée de Liga NOS, face au Moreirense FC le 8 mars 2015
- Plus grand nombre de buts marqué contre l’adversaire : 3, lors de la 5e, journée de la Taça da Liga, face au CF União le 4 février 2015
- Plus grand nombre de buts marqué par l’adversaire : 4, lors de la 17e journée de Liga NOS, face au Vitória Guimarães le 17 janvier 2015 et lors de la 4e journée de la Taça da Liga, face au FC Porto le 28 janvier 2015
- Plus grand nombre de buts marqués dans une rencontre : 5, lors de la 4e journée de la Taça da Liga, face au FC Porto le 28 janvier 2015

| Passeur        | Total |
| -------------- | ----- |
| Ricardo Esgaio | 3     |
| Hugo Seco      | 3     |
| -              |       |

| Buteur             | Total |
| ------------------ | ----- |
| Rui Pedro          | 6     |
| Marinho            | 4     |
| Rafael Lopes       | 4     |
| Aderlan            | 3     |
| Lucas Mineiro      | 2     |
| Marcos Paulo       | 2     |
| M'Bala Nzola       | 1     |
| Carlos Olascuaga   | 1     |
| Ulysse Diallo      | 1     |
| Schumacher         | 1     |
| Ivanildo           | 1     |
| Aníbal Capela      | 1     |
| João Real          | 1     |
| Magique            | 1     |
| Ricardo Nascimento | 1     |

### Joueurs en sélection nationale

#### Sélections étrangères
| Nom                  | CAN 2015 | CAN 2015    | CAN 2015 | CAN 2015     | Éliminatoires Coupe du monde | Éliminatoires Coupe du monde | Éliminatoires Coupe du monde | Éliminatoires Coupe du monde | Éliminatoires CAN | Éliminatoires CAN | Éliminatoires CAN | Éliminatoires CAN | Matchs amicaux | Matchs amicaux | Matchs amicaux | Matchs amicaux | Total | Total       | Total  | Total        |
| Nom                  | MJ       | But inscrit | Averti   | Carton rouge | MJ                           | But inscrit                  | Averti                       | Carton rouge                 | MJ                | But inscrit       | Averti            | Carton rouge      | MJ             | But inscrit    | Averti         | Carton rouge   | MJ    | But inscrit | Averti | Carton rouge |
| -------------------- | -------- | ----------- | -------- | ------------ | ---------------------------- | ---------------------------- | ---------------------------- | ---------------------------- | ----------------- | ----------------- | ----------------- | ----------------- | -------------- | -------------- | -------------- | -------------- | ----- | ----------- | ------ | ------------ |
| Edgar Salli          | 3        | 0           | 0        | 0            | 0                            | 0                            | 0                            | 0                            | 5                 | 0                 | 0                 | 0                 | 2              | 0              | 0              | 0              | 10    | 0           | 0      | 0            |
| Ivanildo             | 0        | 0           | 0        | 0            | 0                            | 0                            | 0                            | 0                            | 2                 | 0                 | 0                 | 0                 | 0              | 0              | 0              | 0              | 2     | 0           | 0      | 0            |
| Christopher Oualembo | 0        | 0           | 0        | 0            | 0                            | 0                            | 0                            | 0                            | 0                 | 0                 | 0                 | 0                 | 2              | 0              | 0              | 0              | 2     | 0           | 0      | 0            |

## Tactique

### Équipe type
| Cristiano Aderlan Iago R. Nascimento Ofori Nuno Piloto (C) Obiora Rui Pedro Marinho Ivanildo Rafael Lopes  |
| Onze initial de l'Académica de Coïmbra lors de la saison 2014-2015 selon le temps de jeu de chaque joueur. |
| Cristiano Aderlan Iago R. Nascimento Ofori Nuno Piloto (C) Obiora Rui Pedro Marinho Ivanildo Rafael Lopes  |

| no | Joueur             | Nat. | MJ   | Poste             | no | Doublure             | Nat. | MJ   |
| -- | ------------------ | ---- | ---- | ----------------- | -- | -------------------- | ---- | ---- |
| 1  | Cristiano          |      | 2417 | Gardien de but    | 32 | Lee                  |      | 718  |
| 29 | Aderlan            |      | 902  | Latéral droit     | 22 | Christopher Oualembo |      | 1618 |
| 14 | Iago               |      | 1996 | Défenseur central | 13 | João Real            |      | 1632 |
| 5  | Ricardo Nascimento |      | 2816 | Défenseur central | 3  | Aníbal Capela        |      | 1240 |
| 37 | Richard Ofori      |      | 1103 | Latéral gauche    | 16 | Lino                 |      | 431  |
| 28 | Nuno Piloto        |      | 1980 | Milieu défensif   | 65 | Fernando Alexandre   |      | 1929 |
| 4  | Nwankwo Obiora     |      | 2254 | Milieu défensif   | 17 | Ricardo Esgaio       |      | 573  |
| 20 | Rui Pedro          |      | 1849 | Milieu offensif   | 21 | Marcos Paulo         |      | 1660 |
| 7  | Marinho            |      | 1072 | Ailier droit      | 11 | Magique              |      | 1109 |
| 10 | Ivanildo           |      | 1046 | Ailier gauche     | 17 | Carlos Olascuaga     |      | 266  |
| 30 | Rafael Lopes       |      | 2231 | Attaquant         | 9  | Schumacher           |      | 774  |

## Affluence et télévision

### Affluence
- Plus grande affluence à domicile : 19029 spectateurs, lors de la 1re journée de Primeira Liga, face au Sporting CP le 16 août 2014
- Plus grande affluence à l'extérieur : 56197 spectateurs, lors de la 28e journée de Primeira Liga, face au SL Benfica le 11 avril 2015
- Plus petite affluence à domicile : 443 spectateurs, lors de la 5e journée de la Taça da Liga, face au CF União le 4 février 2015
- Plus petite affluence à l'extérieur : 1150 spectateurs, lors de la 6e journée de Primeira Liga face à FC Arouca le 28 septembre 2014
- Affluence moyenne à domicile : 5381 spectateurs, après la 21e journée de Primeira Liga

Affluence de l'Académica à domicile
- En rouge, moyenne de la saison 2013-2014 (4541)
- En vert, moyenne de la saison 2014-2015 (5381)

## Équipe réserve
L'équipe réserve de l'Académica est en fait une équipe composée exclusivement de joueurs de la catégorie U23. Ces derniers sont issus du centre de formation ainsi que de jeunes issus d'équipes amateurs, mais aussi de jeunes joueurs étrangers venus tenter leur chance au Portugal. Elle est tout d'abord entraînée par José Viterbo. Celui-ci devenu entraîneur de l'équipe première c'est João Gabriel qui le remplace.
Pour la saison 2014-2015, elle évolue en Divisão de Honra du Championnat de l'AF Coïmbra de football, soit le quatrième niveau de la hiérarchie du football au Portugal.
| Rang | Équipe             | Pts | J  | G  | N | P | Bp | Bc | Diff |
| ---- | ------------------ | --- | -- | -- | - | - | -- | -- | ---- |
| 3    | CD Carapinheirense | 63  | 30 | 19 | 6 | 5 | 64 | 28 | +36  |
| 4    | CDR Penelense      | 57  | 30 | 18 | 3 | 9 | 59 | 34 | +25  |
| 5    | Académica 2        | 54  | 30 | 15 | 9 | 6 | 56 | 35 | +21  |
| 6    | Febres SC          | 52  | 30 | 15 | 7 | 8 | 58 | 43 | +15  |
| 7    | GD Pampilhosense   | 51  | 30 | 15 | 6 | 9 | 46 | 42 | +4   |
|      |                    |     |    |    |   |   |    |    |      |